# Bündelfunk
Bündelfunk, engl. Trunked radio system, ist der Überbegriff für verschiedene Standards von Funksystemen mit Kanalbündelung für Funkgeräte. Der Begriff ist im deutschsprachigen Raum als Synonym für Professionellen Mobilfunk, englisch Professional Mobile Radio, PMR, verbreitet. Die Abkürzung PMR ist in diesem Zusammenhang nicht zu verwechseln mit dem Jedermannfunkdienst PMR446. Für Bündelfunk wird eine fest installierte Funkinfrastruktur bestehend aus Sendemasten und Kernnetzwerk benötigt. Jegliche Funkkommunikation wird über die fest installierte Funkinfrastruktur (TMO) abgewickelt.

## Kanalbündelung
Der Vorteil der Kanalbündelung (daher der Name) liegt darin, dass einer geschlossenen Benutzergruppe, z. B. der Müllabfuhr eines städtischen Entsorgungsbetriebs, nicht mehr eine (oder mehrere) feste Frequenz (ein fester Funkkanal) zugewiesen werden muss (die dann ggf. nur gering genutzt wird), sondern dass sich mehrere Benutzergruppen eines oder mehrerer Betriebe ein Bündel von Frequenzen teilen können. Dies ist im Hinblick auf den Bedarf an Frequenzen sehr viel effizienter; bei gleichem Kommunikationsbedarf werden bedeutend weniger Frequenzen benötigt. Im Falle öffentlicher Bündelfunknetze besteht so die Möglichkeit, dass viele Unternehmen eine gemeinsame Funkinfrastruktur verwenden, anstatt dass jede einzelne Firma eine eigene Funkinfrastruktur mit Sendemasten, Kernnetzwerk usw. aufbauen muss. Um den Ansprüchen möglichst vieler Nutzer in einer Region zu genügen, werden zur Erhöhung der Reichweite (Abdeckung) häufig mehrere Sendemaste über Glasfaserkabel, Standleitung oder Richtfunkstrecken zusammengeschaltet, so dass ein Funksystem entsteht, das sich über einen kompletten Wirtschaftsraum erstreckt.

## Schlüsselfunktionen
Der größte Unterschied zu herkömmlichen Mobiltelefonen, mit denen nur Punkt-zu-Punkt Telefonate möglich sind (Unicast), ist bei Bündelfunk der Gruppenruf, bei der ein Funkgerät gleichzeitig mit mehreren anderen kommunizieren kann. Üblicherweise sind die Funkgeräte klassisch zu bedienen – zum Sprechen muss dazu ein Knopf gedrückt werden, auch als Push-to-Talk bezeichnet, und innerhalb weniger als 100 ms wird der Ruf aufgebaut; zum Zuhören wird er wieder losgelassen (release-to-listen). Der Einsatz von Sprechregeln (z. B. „verstanden“/„antworten“) ist zu empfehlen.
Die Reichweiten der verschiedensten Standards variieren. Beim derzeit wachstums- und leistungsstärksten Bündelfunksystem TETRA, sind je nach Geländebeschaffenheit bis zu 30 km möglich. Allerdings ist dieser theoretische Wert aufgrund von Planungsparametern wie Teilnehmerdichte, Nutzungsverhalten und Geländetopographie wenig relevant. Zudem können mobile Relaisstationen eingesetzt werden, um den Funkversorgungsbereich auszudehnen.
Grundsätzlich arbeiten die innerhalb eines Bündelfunknetzes zusammengeschlossenen Gruppen vollständig unabhängig voneinander. Der Wechsel von einer Gruppe in die andere ist im digitalen System der Bündelfunknetze in der Regel ohne größere Umstände möglich. Dazu muss der Systemadministrator die gewünschten Gruppenzugänge „freischalten“. Meist wird das schon beim Einrichten des Systems erledigt.

## Einsatzbereiche
Der Bündelfunk weist einige Vorteile gegenüber der Mobiltelefonie auf, die für professionelle Anwender unverzichtbar sind. Der wichtigste: Sprechen auf Knopfdruck (Push-to-Talk), anstatt zu wählen und auf den Rufaufbau zu warten. Auf Tastendruck wird nach dem „Frequenzbündelprinzip“ aus einem Bündel an Funkkanälen jeweils ein Kanal bereitgestellt. Es erfolgt ein sofortiger Gesprächsaufbau zum gewünschten Einzelteilnehmer oder zur gesamten Gruppe. So sind alle Teilnehmer, sei es aus der eigenen Flotte oder aus anderen Flotten, schnell mobil erreichbar. Sie können dynamisch zugeordnet und dringenden Aufträgen oder veränderten Situationen sofort flexibel angepasst werden. Neben der Schnelligkeit und Sicherheit der Technik besteht ein weiterer Vorzug in der von Mobiltelefonen unabhängigen Netzinfrastruktur, die einen unterbrechungsfreien Betrieb z. B. auch Silvester oder bei Großveranstaltungen gewährleistet.
Anders als bei der Mobiltelefonie ist der Einsatz von Bündelfunk typischerweise auf eine bestimmte Region beschränkt. Bündelfunksysteme zeichnen sich im Vergleich zu älteren Mobilfunkstandards wie GSM durch eine höhere Spektrale Effizienz aus.
Für Bereiche der öffentlichen Sicherheit bieten Bündelfunksysteme Dienstmöglichkeiten wie dynamische Gruppenbildung oder die Möglichkeit, dass zwei oder mehrere Funkgeräte ohne fest installierte Funkinfrastruktur direkt miteinander kommunizieren können (DMO). Wie vom Büro aus können die Einsatzkräfte dabei auf Info-Systeme und Datenbanken zurückgreifen und Informationen abfragen: Informationen über chemische Produkte oder Wasserschutzgebiete, Kapazitäten der umliegenden Krankenhäuser oder die Standorte bestimmter Spezialfahrzeuge in der Region. Interessant sind Bündelfunksysteme deshalb besonders für Organe der öffentlichen Sicherheit wie Polizei, Feuerwehr oder Katastrophenschutz. Denn mit Hilfe des Digitalfunks wird die gesamte Sprach- oder Datenübertragung abhörsicher an die jeweiligen Einsatzkräfte übermittelt.
Genauso werden Bündelfunksysteme aber auch als Betriebsfunknetz installiert. Bei großen Unternehmen wie BMW, Audi oder M.A.N. gehören sie schon längst zur Grundausstattung. Solche Bündelfunksysteme können beispielsweise Mitarbeiter der Bereiche Werkschutz, Werkfeuerwehr, Instandhaltung oder aus dem Hochregallager über Funk miteinander verbinden. Bisher mussten die Mitarbeiter eine ganze Reihe unterschiedlicher Benachrichtigungssysteme nutzen.
Bündelfunk dient nicht nur der mobilen Sprachkommunikation, sondern auch der M2M-Kommunikation. So betreiben gerade Elektrizitätsversorgungsunternehmen oft regionale Betriebsfunknetze, die auch bei einem längeren Stromausfall die zuverlässige M2M-Kommunikation von der Leitstelle des EVU mit allen relevanten Komponenten des Stromnetzes ermöglichen.

## Kommunikationsdienste
Komfortfunktionen:
- Direktruf und Gruppenruf
- Datenübertragung (IP-basierende Paketvermittlung, Unterstützung des Datagrammverfahrens)
- Rufumleitung/Rufweiterleitung, Konferenzschaltung

Abhörschutz:
- Authentifizierung der Kommunikationsteilnehmer
- Verschlüsselung der über die Luftschnittstelle übertragenen Sprache und Daten

Priorisierung und Verdrängung:
- Notruf mit garantierten, kurzen Rufaufbauzeiten
- Rufpriorisierung: Bei mehreren aufzubauenden Sprachrufe erhält zum Beispiel der Notruf Vorrang vor den anderen Sprachrufe.
- Verdrängung: Ist keine freie Übertragungskapazität auf der Luftschnittstelle vorhanden, wird zum Beispiel für den Notruf benötigte Datenübertragungskapazität von laufenden Sprachrufen und Datenübertragungen abgezweigt und für den Notruf reserviert. Laufende Sprachrufe werden notfalls automatisch getrennt.

Ausfallsicherheit:
- Direktmodus (DMO): Direkte Kommunikation zwischen Funkgeräte mit vollständiger Umgehung der fest installierten Funkinfrastruktur beim Ausfall der fest installierten Funkinfrastruktur oder bei fehlender Netzabdeckung der fest installierten Funkinfrastruktur.

## Nachteile des Bündelfunks und Vergleich mit Mobilfunknetzwerken
Die für Sprachübertragungen zur Verfügung stehenden Datenübertragungsraten sind im Mobilfunknetzwerk deutlich größer als im digitalen Bündelfunk. Deshalb ist die Sprachqualität im Mobilfunknetzwerk deutlich besser als beim digitalen Bündelfunk. Digitaler Bündelfunk eignet sich wegen der schlechteren Sprachqualität nicht für längere Gespräche. Im Mobilfunk wird häufig Adaptive Multi-Rate (AMR) mit 12,2 kbit/s eingesetzt. Digitaler Bündelfunk nutzt für die Sprachübertragungen Datenübertragungsraten im Bereich von 2,4 kbit/s (Advanced Multi-Band Excitation, AMBE) bis 4,75 kbit/s (AMR).
Digitaler Bündelfunk erlaubt keine oder nur sehr umständliche Sprachtelefonie per MSISDN.
Die unten aufgeführten, modernen, digitalen Bündelfunksysteme nutzen ausschließlich Frequenzmultiplexverfahren (FDM) oder eine Kombination mit Zeitmultiplexverfahren (TDM). Auf FDM oder auf eine Kombination von FDM/TDM basierte Funksysteme sind anfällig für schmalbandige Störungen und Mehrwegempfang. Funkverfahren wie Codemultiplexverfahren (CDM) oder orthogonale Frequenzmultiplexverfahren (OFDM) werden von keinem der unten aufgeführten, modernen digitalen Bündelfunksysteme verwendet. OFDM oder OFDM-ähnliche Verfahren sind aktueller Stand der Funktechnik für Mobilgeräte, welche schnelle Datenübertragungsraten (> 1 MBit/s) unterstützen müssen. OFDM bietet eine sehr hohe Spektrale Effizienz. OFDM in der Ausprägung COFDM ist immun gegen Mehrwegempfang und schmalbandigen Störungen.
Für langsame Datenübertragungen und Sprachübertragungen unter 20 kbit/s eignet sich das Funkverfahren CDM am besten. Eine auf CDM basierende Funktechnik kann die Vorteile einer Frequenzspreizung mit Direct Sequence Spread Spectrum (DSSS) ausnutzen. DSSS ist unempfindlich gegenüber schmalbandigen Störungen. Durch das eingesetzte DSSS kann im Funkempfänger ein Rake-Empfänger eingesetzt werden. Ein Rake-Empfänger kann den Mehrwegempfang zur Verbesserung des Funkempfangs ausnützen. Für das Funkzellen-Handover kann bei CDM basierten Funksysteme „Soft Handover“ eingesetzt werden. „Soft Handover“ ermöglicht stabilere und sichere Funkzellenwechsel. Aus diesen Gründen wird für UMTS CDM und DSSS eingesetzt.
Alle Mobilfunkstandards unterstützen das Funkzellen-Handover. Der Benutzer merkt während des Telefongesprächs nichts vom Wechsel der Funkzelle. Der Funkzellenwechsel erfolgt in Mobilfunknetzen für den Benutzer unterbruchsfrei. Die meisten Bündelfunksysteme unterstützen kein Handover. Verlässt das Handfunkgerät die Funkzelle, wird das laufende Gespräch abgebrochen. Einzig TETRA unterstützt das Funkzellen-Handover.
Alle Mobilfunkstandards unterstützen die automatische, adaptive Sendeleistungsregelung (TPC) der Mobilgeräte und der Basisstation. Bündelfunksysteme unterstützen in der Regel keine automatische, adaptive Sendeleistungsregelung (TPC). Einzig TETRA unterstützt für das Mobilgerät eine automatische, adaptive Sendeleitungsregelung (TPC). Mit TPC wird die Sendeleistung auf das erforderliche Minimum reduziert, was die Akkulaufzeit des Mobilgeräts oder Handfunkgeräts verlängert und die Gefahr von Funkstörungen reduziert. Ohne TPC wird immer mit der maximalen Sendeleistung gesendet, was eine unnötig große Strahlungsbelastung (hoher SAR-Wert) bedeutet. Bei Handfunkgeräten für den Bündelfunk liegt die maximale Sendeleistung am Antennenanschluss im Bereich von 0,5 W bis 5 Watt. Ohne TPC und bei langen Sprechzeiten ist der Akku des Handfunkgeräts rasch leer.
In den Mobilfunknetzen ist mit speziellen Mobilgeräten Sprechen auf Knopfdruck (Push-to-Talk) möglich. Sprechen auf Knopfdruck im Mobilfunknetz wird Push-to-Talk over Cellular genannt.
Mit dem bei 5G eingeführten „Network Slicing“ können im öffentlichen Mobilfunknetz Datenübertragungsraten und Paketumlaufzeiten auch bei einer Überlastung des öffentlichen Mobilfunknetzes garantiert werden. „Network Slicing“ ermöglicht ein umfassendes QoS, welches die hohen Anforderungen der Behörden und Firmenkunden erfüllt. Gerade die Polizei benötigt neben dem nur für langsame Datenübertragungen geeigneten Bündelfunk ein schnelles (OFDM-basiertes) Funknetzwerk für die Übertragung von großen Datenmengen wie Landkarten, Fotos, Videoaufnahmen. Dieses Funknetzwerk muss geschützt sein vor Überlastung und über eine autonome Energieversorgung (USV) verfügen.
Als Alternative zum Bündelfunk oder dem öffentlichen Mobilfunknetzwerk mit „Network Slicing“ kann auch ein eigenes, privates Mobilfunknetzwerk betrieben werden. Eisenbahninfrastrukturunternehmen betreiben oft für den Zugfunk und Rangierfunk ein eigenes, auf GSM-R basierendes, privates Mobilfunknetzwerk. GSM-R erweitert den Mobilfunkstandard GSM um die vom Bündelfunk bekannten Funktionen wie Push-to-Talk, Gruppenruf, Notruf, Rufpriorisierung, garantierte Rufaufbauzeiten und Verdrängung.
Keiner der Mobilfunkstandards unterstützt die Kommunikation mit vollständiger Umgehung der festinstallierten Funkinfrastruktur (Direktmodus (DMO)). In älteren Spezifikationen von GSM-R war DMO vorgesehen. In der aktuellen Spezifikationen von GSM-R ist DMO nicht mehr enthalten. Für den Rangierfunk bei fehlender Netzabdeckung der festinstallierten GSM-R-Funkinfrastruktur, zum Beispiel in Anschlussgleisen, muss auf Betriebsfunk oder Bündelfunk im Direktmodus (DMO) zurückgegriffen werden.
Öffentliche Mobilfunknetzwerke nutzen in ländlichen Regionen üblicherweise Funkfrequenzen im Bereich von 700 MHz bis 1 GHz. Für diese Funkfrequenzen können zwei Mobilfunkantennen im Gehäuse des Mobiltelefons untergebracht werden. Der Einsatz von zwei integrierten Mobilfunkantennen im Mobiltelefon ermöglicht dank der Empfangsdiversität und MIMO einen verbesserten Funksignalempfang und schnellere Datenübertragungsraten beim Senden. Bündelfunksysteme für geschlossene Benutzergruppen, wie etwa BOS, Industriebetriebe und Kommunen, sind im Regelfall im VHF-Frequenzband (136–174 MHz) und UHF-Band (350–470 MHz) beheimatet. Mit sinkender Frequenz und damit steigender Wellenlänge wird die Unterbringung der Antennen in Gehäusen von Funkgeräten schwieriger. Deshalb haben Handfunkgeräte für Funkanwendungen in den benannten Bereichen in der Regel eine gut sichtbare Gummiwurst-Antenne. Da sich mehrere externe Antennen auf Handfunkgeräte ergonomisch nachteilig auswirken, kommt MIMO in diesen Anwendungen nicht vor.

## Systemarchitektur

### Analoger Bündelfunk
Im analogen Bündelfunk wird (in Deutschland) vor allem der Standard MPT 1327 im Frequenzband von 410 bis 430 MHz genutzt.
Die Frequenzen von 410 bis 420 MHz für den Uplink, 420 bis 430 MHz für den Downlink. Die Datenübertragung auf dem Organisationskanal erfolgt mit bis zu 1,2 kbit/s.

### Digitaler Bündelfunk
Der digitale Bündelfunk weist technische Vorteile gegenüber dem analogen Bündelfunk auf. Analoger Bündelfunk basiert auf einem analogen Datenübertragungsverfahren (üblich: FM). Digitaler Bündelfunk profitiert von den Vorteilen eines digitalen Datenübertragungsverfahrens, wie zum Beispiel der Vorwärtsfehlerkorrektur. Digitaler Bündelfunk erreicht bei akzeptabel bleibender Sprachqualität eine höhere Reichweite als analoger Bündelfunk. Zwar ist die Reichweite von analogem Bündelfunk größer als die Reichweite vom digitalen Bündelfunk. Jedoch ist bei analogem Bündelfunk an der Zellgrenze die Sprachqualität miserabel.
Weltweit eingesetzte digitale Bündelfunkstandards für den Funk von Behörden und Organisationen mit Sicherheitsaufgaben (BOS-Funk (Deutschland, Österreich) oder BORS-Funk (Schweiz)) sind:
- TETRA
- Tetrapol
- APCO P25

Diese für den BOS-Funk und BORS-Funk geeignete digitalen Bündelfunkstandards können auch für den Betriebsfunk eingesetzt werden. Weitere oft und weltweit für den Betriebsfunk eingesetzte digitale Bündelfunkstandards sind:
- NXDN
- DMR
- dPMR

### Sendemasten
Die Sendemasten für den Bündelfunk sind meist kaum von den bekannten Mobilfunkmasten zu unterscheiden. Lediglich die Antennenform ist variabel.